# Tapeinosperma whitei
Tapeinosperma whitei är en viveväxtart som beskrevs av André Guillaumin. Tapeinosperma whitei ingår i släktet Tapeinosperma och familjen viveväxter. Inga underarter finns listade i Catalogue of Life.